# Campionato macedone di calcio a 5
Il Campionato di calcio a 5 della Macedonia del Nord è la massima competizione macedone di calcio a 5 organizzata dalla Federazione calcistica della Macedonia del Nord.

## Storia
Il campionato macedone ha preso il via nel 1997 dopo la decomposizione della federazione iugoslava e del proprio campionato nazionale, ed è stato vinto dalla formazione del Gostivar, le successive due stagioni il campionato è stato vinto da due squadre della capitale, rispettivamente Avioturs Skopje e Makedonija Skopje.
Il primo ciclo vincente della storia del campionato macedone è stato avviato dal Futsal Team Skopje già noto come Makedonija Skopje, che tra il 2001 ed il 2004 vinse tre titoli consecutivi e tre coppe consecutive. L'egemonia della formazione del Futsal Team, tuttora la seconda squadra più titolata del Paese, è stata fermata dalla KMF Alfa Parf Skopje: i biancoazzurri si sono aggiudicati i tre successivi campionati ed una coppa nazionale.
Dalla stessa stagione di inizio del campionato, in terra macedone si disputa anche la coppa nazionale, che come lo scudetto ha visto una certa supremazia del Futsal Team Skopje, vincitrice per tre volte nelle dieci edizioni fin qui disputate.

## Albo d'oro
| Stagione  | Campionato          | Coppa               |
| --------- | ------------------- | ------------------- |
| 1997-1998 | Gostivar            | Gostivar            |
| 1998-1999 | Avioturs            | Deni Komerc         |
| 1999-2000 | Makedonija Skopje   | Gramosi Tegola      |
| 2000-2001 | Vetadžoka           | Makedonija Skopje   |
| 2001-2002 | Skopje              | Skopje              |
| 2002-2003 | Skopje              | Skopje              |
| 2003-2004 | Skopje              | Deni Komerc         |
| 2004-2005 | Alfa Parf           | Alfa Parf           |
| 2005-2006 | Alfa Parf           | Elita Tetovo        |
| 2006-2007 | Alfa Parf           | Prespa              |
| 2007-2008 | Elita Tetovo        | Železarec           |
| 2008-2009 | Železarec           | Gemigii             |
| 2009-2010 | Železarec           | Železarec           |
| 2010-2011 | Železarec           | Železarec           |
| 2011-2012 | Železarec           | Crna Reka Kavadarci |
| 2012-2013 | Železarec           | Železarec           |
| 2013-2014 | Železarec           | Univerzitet Tetovo  |
| 2014-2015 | Železarec           | Železarec           |
| 2015-2016 | Železarec           | Železarec           |
| 2016-2017 | Shkupi              | Veles               |
| 2017-2018 | Veles               | Veles               |
| 2018-2019 | Shkupi              | Shkupi              |
| 2019-2020 | Edizione interrotta | Edizione interrotta |
| 2020-2021 | Proekt              | ?                   |
| 2021-2022 | Shkupi              | Arben Bajrami       |

### Supercoppa
| Stagione | Vincitore | Finalista |
| -------- | --------- | --------- |
| 2007     | Alfa Parf | Prespa    |

## Vittorie per club

### Campionato
| Titoli | Squadra      | Anni                                           |
| ------ | ------------ | ---------------------------------------------- |
| 8      | Železarec    | 2009, 2010, 2011, 2012, 2013, 2014, 2015, 2016 |
| 4      | Skopje       | 2000, 2002, 2003, 2004                         |
| 3      | Alfa Parf    | 2005, 2006, 2007                               |
| 3      | Shkupi       | 2017, 2019, 2022                               |
| 1      | Gostivar     | 1998                                           |
| 1      | Avioturs     | 1999                                           |
| 1      | Vetadžoka    | 2001                                           |
| 1      | Elita Tetovo | 2008                                           |
| 1      | Veles        | 2018                                           |
| 1      | Proekt       | 2021                                           |

### Coppa
| Titoli | Squadra             | Anni                               |
| ------ | ------------------- | ---------------------------------- |
| 6      | Železarec           | 2008, 2010, 2011, 2013, 2015, 2016 |
| 3      | Skopje              | 2001, 2002, 2003                   |
| 2      | Deni Komerc         | 1999, 2004                         |
| 2      | Veles               | 2017, 2018                         |
| 1      | Gostivar            | 1998                               |
| 1      | Gramosi Tegola      | 2000                               |
| 1      | Alfa Parf           | 2005                               |
| 1      | Elita Tetovo        | 2006                               |
| 1      | Prespa              | 2007                               |
| 1      | Gemigii             | 2009                               |
| 1      | Crna Reka Kavadarci | 2012                               |
| 1      | Univerzitet Tetovo  | 2014                               |
| 1      | Shkupi              | 2019                               |
| 1      | Arben Bajrami       | 2022                               |

### Supercoppa
| Titoli | Squadra   | Anni |
| ------ | --------- | ---- |
| 1      | Alfa Parf | 2007 |